# Gentile Bellini

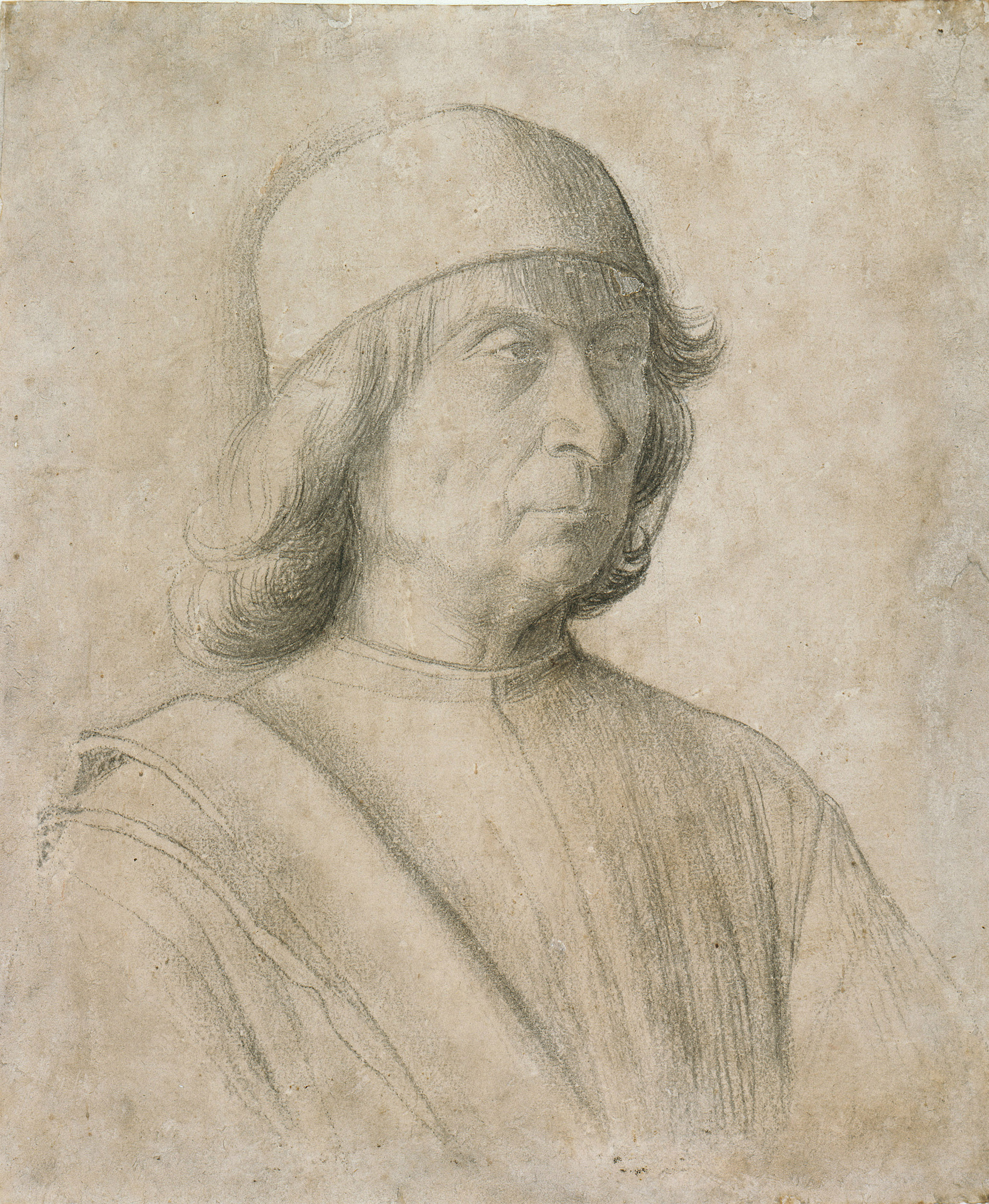
Gentile Bellini: Selbstporträt

Gentile Bellini (* um 1429 in Venedig; † 23. Februar 1507 ebenda) war ein venezianischer Maler und Medailleur.

## Leben
Gentile Bellini, der älteste Sohn von Jacopo, trat erstmals unabhängig als Maler einer Madonna in Erscheinung, die im Stil seines Vaters gemalt und auf 1460 datiert ist. Im Jahr davor hatten sein Bruder und er dem Vater bei der Ausführung eines Altars in Padua assistiert. Im Juli 1466 beauftragte die Scuola (Bruderschaft) von San Marco ihn als unabhängigen Künstler, die Türen ihrer Orgel zu verzieren. Diese Gemälde existieren noch in geschwärztem Zustand. Sie stellen vier Heilige in Überlebensgröße dar, entworfen mit der strengen Einfachheit, die die paduanische Schule von Francesco Squarcione oder Andrea Mantegna auszeichnet. Im Dezember desselben Jahres wurde Bellini verpflichtet, für den großen Saal derselben Gesellschaft zwei Themen des Exodus auszuführen, die ihm mindestens so gut wie das Werk seines Vaters an derselben Stelle gelungen sein sollen. Diese Gemälde sind verloren. 

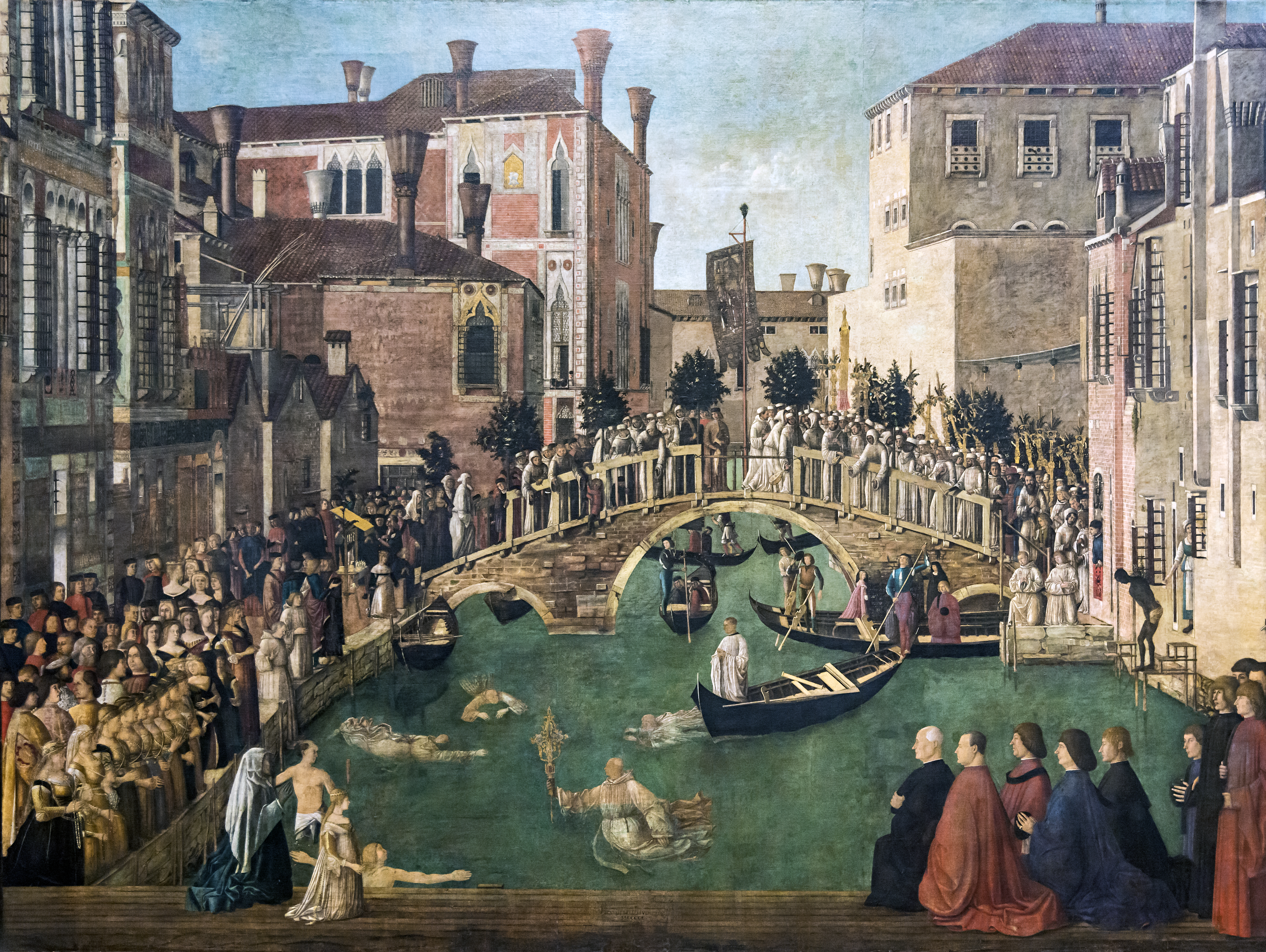
Das Kreuzeswunder auf der Brücke von San Lorenzo, 1500, Accademia, Venedig

Das Leben und Werk Bellinis in den nächsten acht Jahren seines Lebens ist unklar. Er scheint kontinuierlich in der Wertschätzung seiner Mitbürger gestiegen zu sein, denn 1474 wurde er vom Senat beauftragt, eine Reihe von Malereien einer früheren Generation von Künstlern zu restaurieren, zu erneuern und, wo nötig, zu ersetzen, da sie von der Feuchtigkeit an den Wänden des Saals des Großen Rats im Dogenpalast beschädigt worden waren. 
In Fortsetzung seiner Arbeit übernahm Bellini im selben Raum eine Reihe von unabhängigen Bildern mit Motiven aus der venezianischen Geschichte, vollendete aber anscheinend nur eines, das die Übergabe der geweihten Kerze an den Dogen durch den Papst darstellt. 

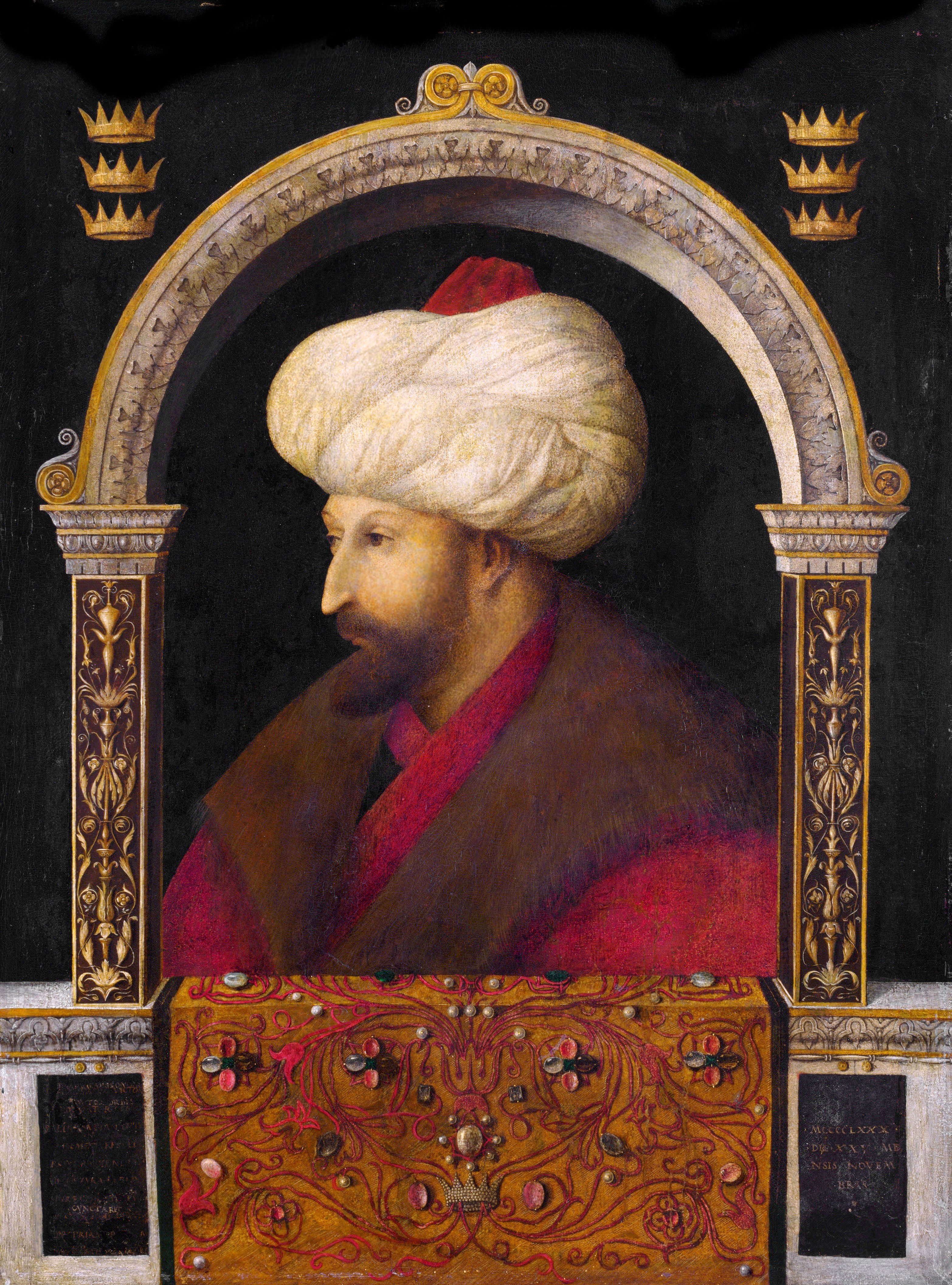
Porträt des Sultans Mehmed II., 1480, National Gallery, London. Das Bild wurde im 19. Jahrhundert stark überarbeitet.

Seine Arbeiten wurden durch eine Berufung in das Osmanische Reich unterbrochen. Der Sultan Mehmed II. hatte eine wohlwollende Gesandtschaft nach Venedig geschickt, die den Dogen zu einem Besuch nach Konstantinopel einlud und gleichzeitig die Abstellung eines hervorragenden Malers erbat, der am Hof arbeiten solle. Den ersten Teil des Vorschlags lehnte der Senat ab, dem zweiten kam er aber nach. Gentile Bellini wurde mit zwei Assistenten für die Aufgabe ausgewählt, während sein Bruder Giovanni für ihn die Arbeiten am Saal des Großen Rats fortführen sollte. Bellini arbeitete zur vollen Zufriedenheit des Sultans und kehrte rund ein Jahr später mit eleganter Kleidung, einer Goldkette und einer Pension zurück. Die überlieferten Früchte seiner Tätigkeit in Konstantinopel bestehen aus einem großen Gemälde (zu sehen im Louvre (?)), das den Empfang eines Botschafters in der Stadt darstellt; ein in der Zwischenzeit beschädigtes Porträt des Sultans selbst; ein exquisites Aquarell-Porträt eines Schreibers; ferner zwei Zeichnungen von türkischen Modellen (jetzt im Britischen Museum (?)). Es sind einige frühe Kopien ähnlicher Zeichnungen überliefert. Vielleicht wurden solche Kopien für Bellinis umbrischen Zeitgenossen Pinturicchio erstellt, der sich Figuren von ihnen für seine dekorativen Fresken im Appartamento Borgia in Rom auslieh.

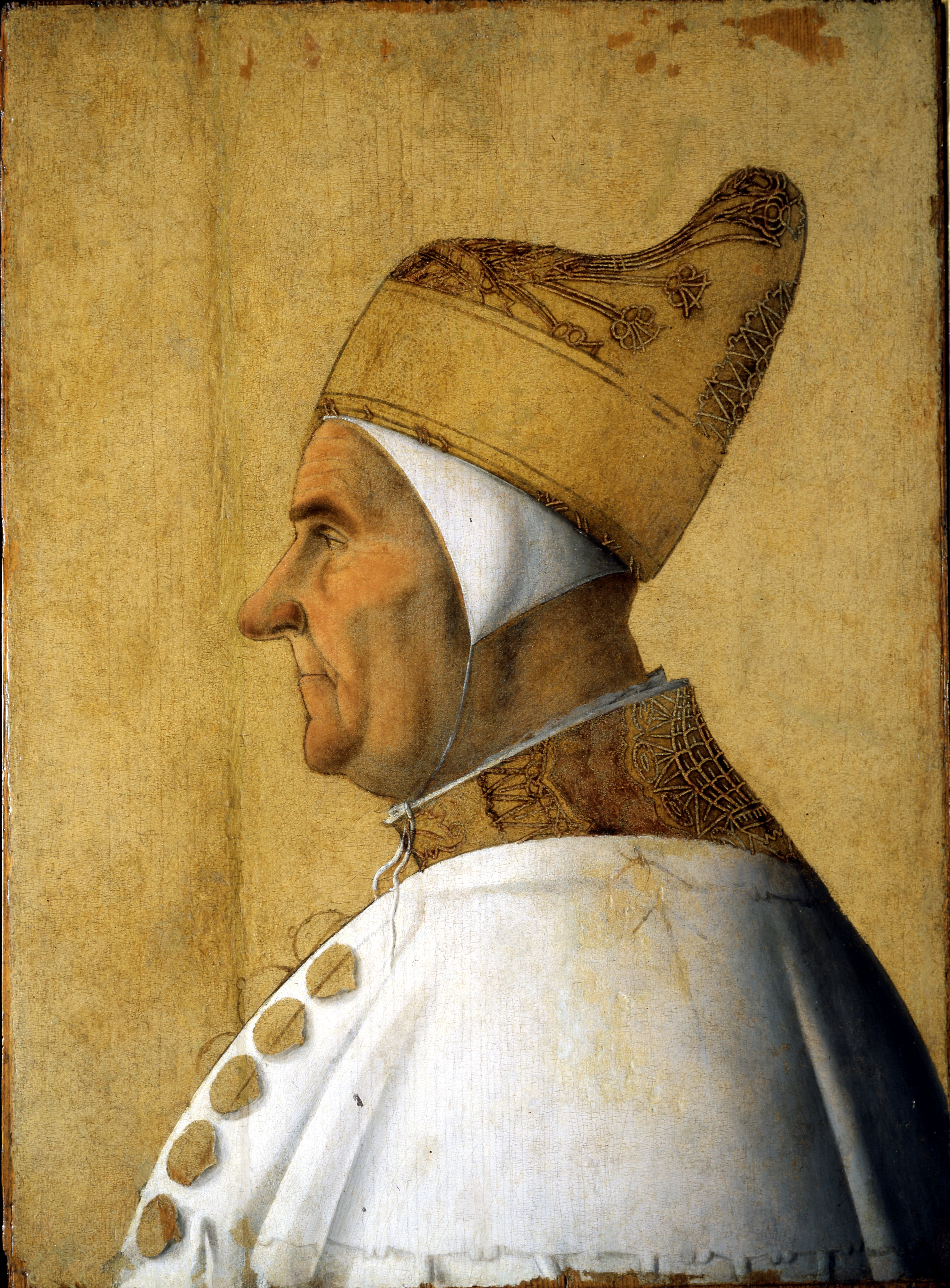
Porträt des Dogen Giovanni Mocenigo, 1480, Museo Correr, Venedig

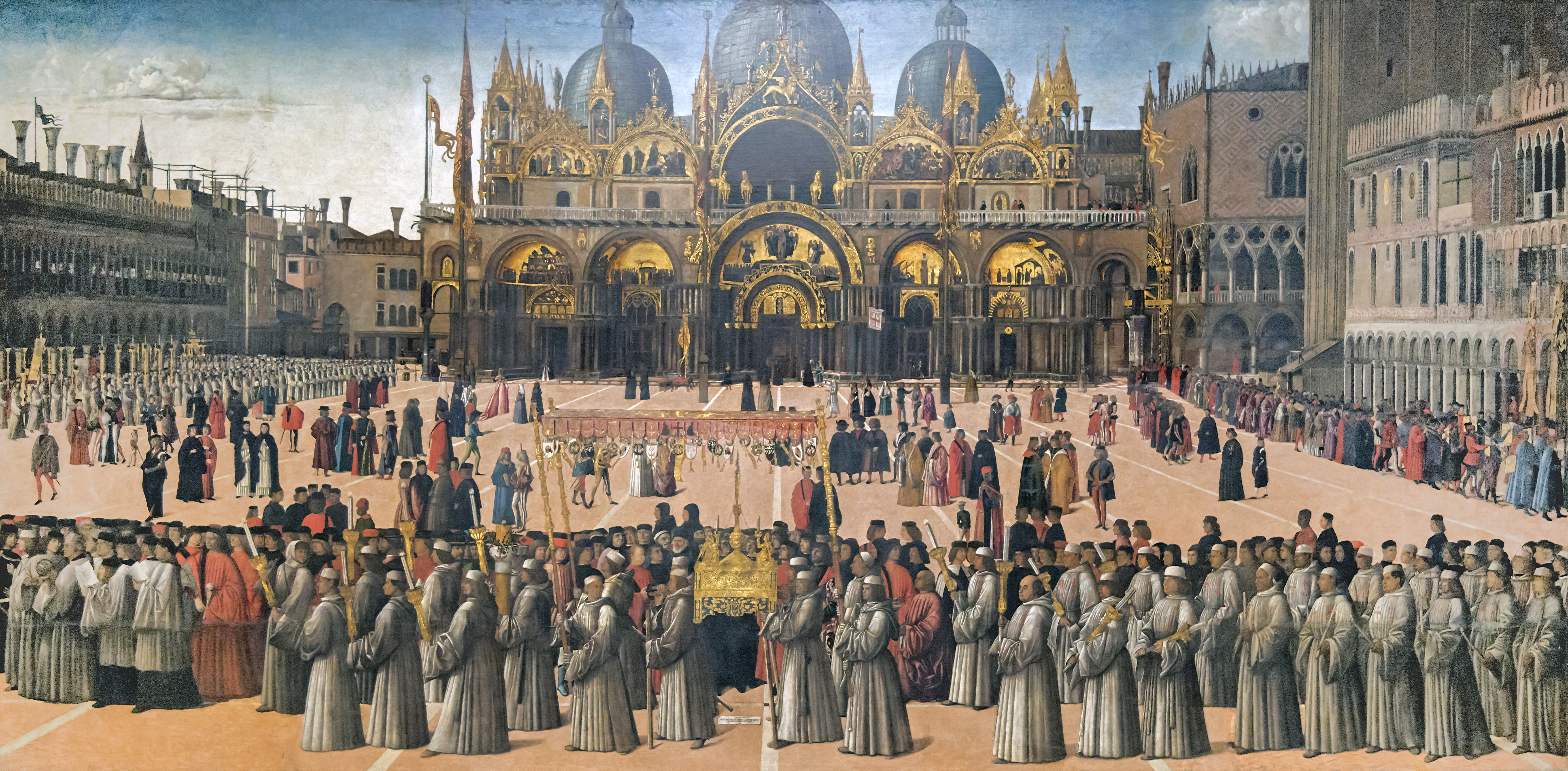
Prozession auf dem Markusplatz, Accademia, Venedig

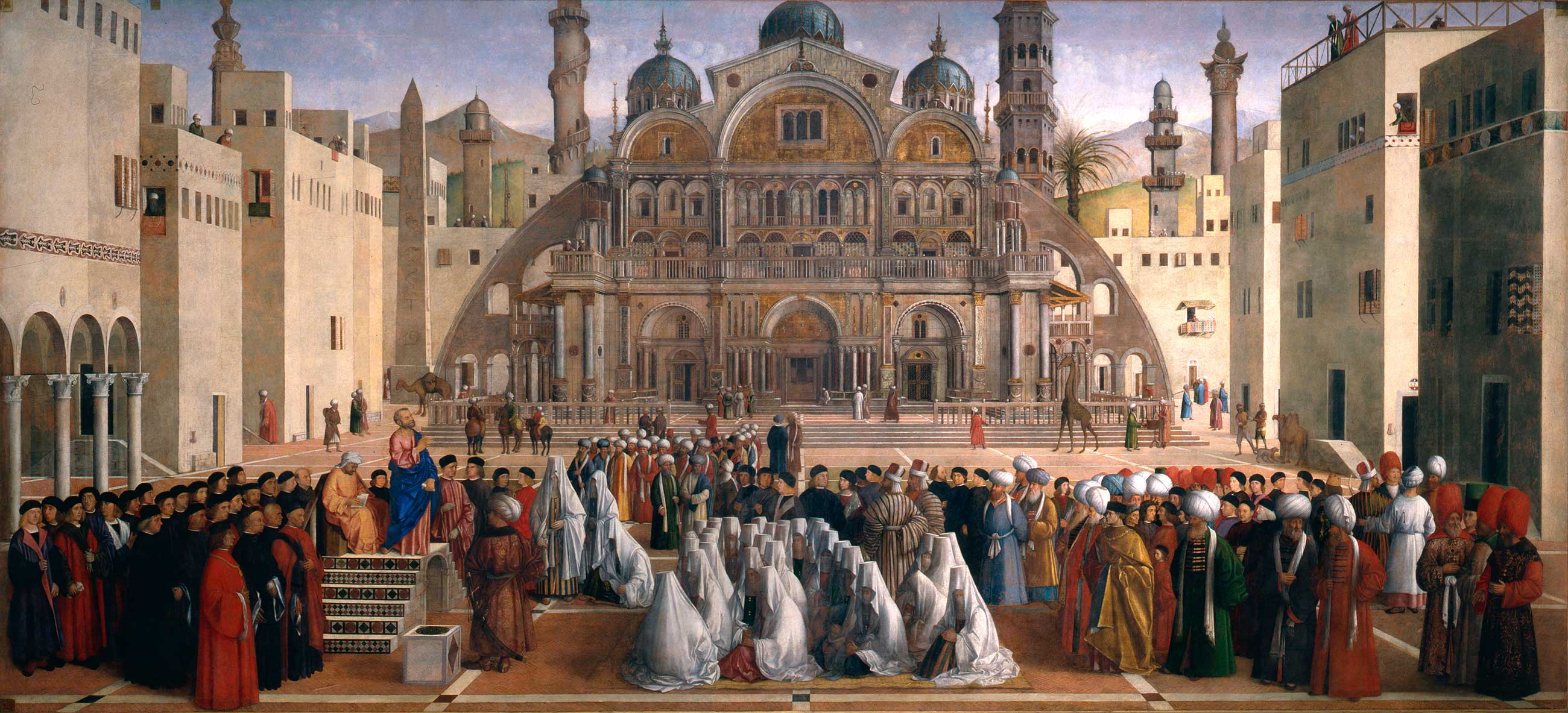
Gentile und Giovanni Bellini: Die Predigt des hl. Markus in Alexandria, Pinacoteca di Brera, Mailand

Im Dogenpalast war ein Platz freigelassen worden, an dem Gentile neben seinem Bruder weiterarbeiten konnte. Bald nach 1480 begann er seinen Anteil an einer großen Reihe von Fresken, die die Rolle Venedigs in der Auseinandersetzung zwischen dem Papsttum und Kaiser Friedrich Barbarossa illustrierten. Da das Klima von Venedig sich so oft als schädlich für die Wandmalereien erwiesen hatte, wurden diese Werke nicht direkt auf der Wand, sondern auf Leinwand, wahrscheinlich in Öl, ausgeführt. 
Diese Werke wurden von zeitgenössischen und späteren venezianischen Kritikern hochgepriesen, sind aber bei einem Brand 1577 völlig zerstört worden. Die neuen Gemälde im Dogenpalast stammen von Tintoretto.
Ihr Charakter kann in gewissem Maße nach einer Anzahl verwandter historischer Werke Bellinis beurteilt werden, darunter drei, die zwischen 1490 und 1500 für die Scuola von San Giovanni Evangelista erstellt wurden (jetzt in der Gallerie dell’Accademia). Auf ihnen sind Ereignisse dargestellt, die mit einer berühmten Reliquie, die die Scuola besaß, nämlich einem angeblichen Fragment des heiligen Kreuzes, zu tun haben. Alle sind stark beschädigt und neu gemalt worden; sie geben aber immer noch einen Eindruck von der Leistung und dem Stil des Malers. Diesen zeichnet vor allem die Gabe aus, Menschenmengen zu gruppieren und aufzustellen und dabei die Einzelfiguren mit großer Genauigkeit zu porträtieren.
Das letzte große Werk des Künstlers ist La predica di S. Marco ad Alessandria, das von der Scuola von San Marco im März 1505 in Auftrag gegeben wurde. In seinem Testament ließ er verfügen, dass es von seinem Bruder Giovanni beendet werden solle.

## Werke (Auswahl)
- Miracolo della croce caduta nel canale di San Lorenzo. (1500) (Kreuzeswunder auf der Brücke von San Lorenzo) – Gallerie dell’Accademia, Venedig
- La trasfigurazione di Cristo. (1453–1455) (Verklärung Christi) – Museo Correr, Venedig
- Ritratto del doge Giovanni Mocenigo. (1478–79 oder 1480–85) (Porträt des Dogen Giovanni Mocenigo) – Museo Correr, Venedig
- Cristo morto sorretto da due angeli. (1453–1455) (Der tote Christus, von zwei Engeln gehalten) – Museo Correr, Venedig
- Madonna col Bambino. (Madonna Frizzoni; Madonna mit Kind) – Museo Correr, Venedig
- La predica di S. Marco ad Alessandria d'Egitto. (Die Predigt des hl. Markus in Alexandria) – Pinacoteca di Brera, Mailand
- Mehmed II. – National Gallery, London
- Ritratto di Caterina Cornaro. (Porträt der Katharina Cornaro), Königin von Zypern – Museum der Schönen Künste, Budapest
- Processione in piazza San Marco. (1496) (Prozession auf dem Markusplatz) - Gallerie dell'Accademia, Venedig